# Os Cascavelletes
Os Cascavelletes foi uma banda brasileira de rock and roll formada em Porto Alegre em 1986. Considerado um dos grupos mais influentes do chamado "rock gaúcho", eles se destacaram pelas letras de cunho sexual, geralmente sobre masturbação e virgindade, em um estilo classificado como "porno rock" pela imprensa da época. 
O nome da banda é uma junção das palavras "cascavel" e "Marvelettes", quarteto feminino americano formado na década de 1960.
Em 1987, lançaram uma fita demo com canções como "Menstruada", "Banana Split", "Ugagogobabagô" e "Nega Bombom", que obtiveram grande êxito nas rádios rio-grandenses, e no ano seguinte, um EP em disco de vinil. Em pouco tempo, o sucesso seria expandido a nível nacional.
Em 1989, a banda assinou um contrato com a gravadora EMI-Odeon. Após o lançamento do álbum Rock'a'ula, a canção "Nega Bombom" foi incluída na trilha sonora da telenovela Top Model, da TV Globo. Em 1991, com a crise financeira que acometia o Brasil, a banda não conseguiu mais o investimento das gravadoras, e encerrou as atividades no mesmo ano. Em 2007, a formação original se reuniu em um show para cerca de dez mil pessoas. Após o fim da banda, alguns membros se uniram no supergrupo Tenente Cascavel, juntamente a ex-integrantes do TNT.
Originalmente, os Cascavelletes eram formados por Flávio Basso (vocal), Nei Van Soria (guitarra), Frank Jorge (baixo) e Alexandre Barea (bateria). Em 1989, saiu Frank Jorge e entraram Luciano Albo (baixo) e Humberto Petinelli (teclados). Flávio Basso morreu em 2015. No ano seguinte, quatro dos ex-integrantes se reuniram para a gravação da canção "Balada para Flávio", de Nei Van Soria.

## História

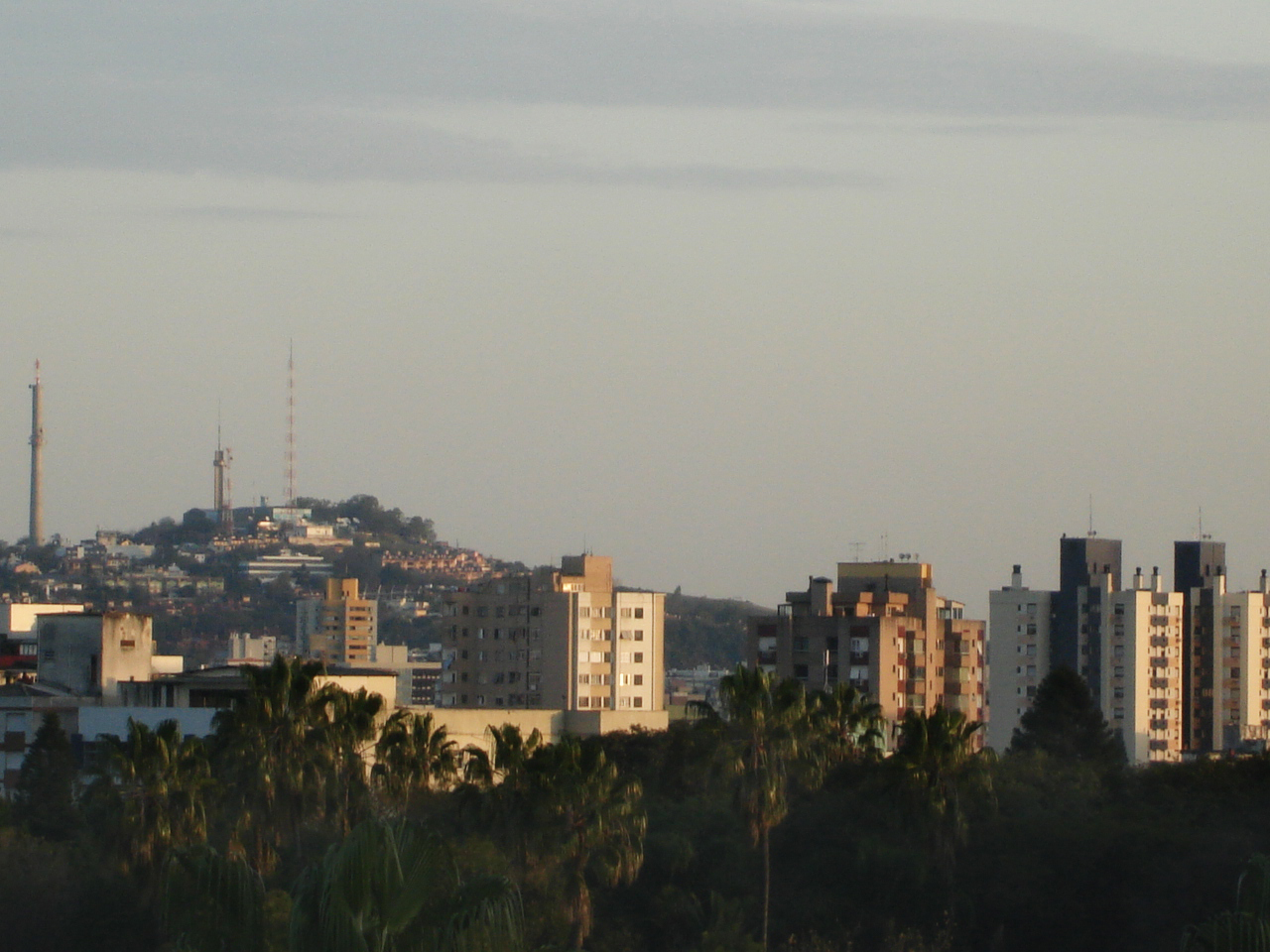
Foto panorâmica do bairro Bom Fim, em Porto Alegre.

Moradores do bairro Bom Fim, em Porto Alegre, os membros Flávio Basso e Nei Van Soria já faziam parte da banda TNT. Em 1986, aos 18 anos, Basso se viu dispensado do exército por "excesso de contingente" e sem um emprego. Em uma madrugada, decidiu chamar Alexandre Barea, que era roadie do TNT, para "falar sobre um grupo de rock and roll". O convite para criar uma banda foi rapidamente aceito.
"Ele disse: 'Bah, saí do TNT, vamos fazer uma outra banda. O Nei largou também!'. E ele vinha com aquela bomba, dizendo que já tinha produção, show, tudo. Aceitei, (...) então puxei um disco que tinha 'Surfin' Bird', dos Trashmen. Mostrei e ele enlouqueceu. (...) Deu uma cabeçada e desmaiou, como sempre."— Alexandre Barea, baterista
Após o TNT gravar uma participação na coletânea Rock Grande do Sul e cumprir certos compromissos de agenda, Basso e Van Soria se viram livres para seguir com o projeto de banda, juntamente a Barea. A primeira composição da banda foi "Pombo Surfista", inspirada em "Surfin' Bird". Na época, Basso era o contrabaixista. Após iniciativa de Barea, Frank Jorge, "amante da música brega e apaixonado pela Jovem Guarda" — até então membro do grupo Prisão de Ventre — assumiu o instrumento. Iniciava-se assim, os Cascavelletes.
De acordo com Basso e Van Soria, o termo "Cascavelletes" é uma junção das palavras "cascavel" e "Marvelettes", quarteto feminino americano formado na década de 1960, inspirados no trocadilho "beat/Beatles". Certa vez, um agente da banda inventou a versão de que o nome da banda era também o nome de uma família mafiosa italiana.[carece de fontes?]

Em 1987, a banda lançou uma fita demo pela gravadora Vórtex, contendo canções que tornariam-se grandes sucessos nas rádios porto-alegrenses, como "Menstruada" — que foi censurada e proibida nas rádios —, "Banana Split", "Ugagogobabagô" e "Nega Bombom". Algumas das canções também estariam presentes, em outras versões, em um EP lançado em disco de vinil no ano seguinte.[carece de fontes?] As letras de Basso chamavam atenção por falar, com naturalidade, sobre os tabus dos jovens gaúchos naquela época.

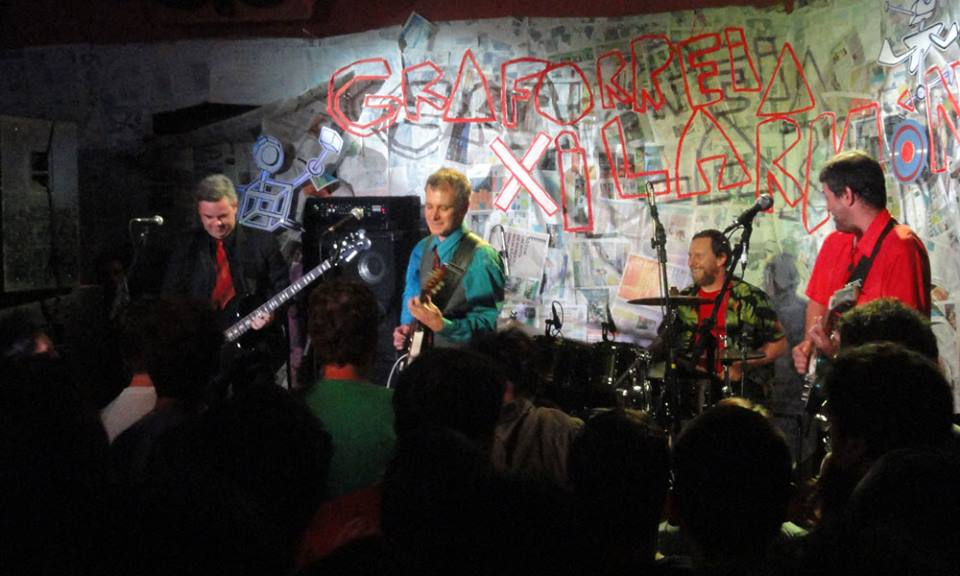
A banda Graforréia Xilarmônica, formada por Frank Jorge após sua saída dos Cascavelletes, em 2013.

O sucesso local da banda acabou chamando a atenção da multinacional EMI-Odeon, que em 1989 assinou um contrato com a banda. No mesmo ano, é lançado o álbum Rock'a'ula pela gravadora,[carece de fontes?] e a canção "Nega Bombom" é incluída na trilha da novela Top Model, da TV Globo. Quando a banda estava decidida a fazer uma temporada de shows no Rio de Janeiro, o baixista Frank Jorge decide deixar a banda, devido a dificuldades de conciliar sua carreira com seus estudos na faculdade. A partir de então, Frank passou a dedicar-se ao seu projeto, a Graforréia Xilarmônica, e foi substituído nos Cascavelletes por Luciano Albo.
A saída de Frank Jorge, considerada um momento divisor de águas para a banda, abala significativamente os outros integrantes. Em 1991, a banda decidiu apostar em outra turnê no eixo Rio-São Paulo, porém a crise financeira que abalava o país impediu que o grupo encontrasse uma gravadora que investisse em um novo álbum. Após o lançamento do single "Homossexual / Sob um Céu de Blues", Nei Van Soria volta a Porto Alegre, enquanto Basso, Albo e Barea seguiram tocando como trio, sem sucesso. Após dois ensaios, a banda terminou de forma espontânea.
Em 2007, a formação original dos Cascavelletes reuniu-se pela única vez, em um show na festa de aniversário da rádio Pop Rock FM, com um público de cerca de dez mil pessoas. Desde então, alguns dos ex-integrantes dos grupos TNT e Cascavelletes vêm fazendo shows como o supergrupo Tenente Cascavel. Em dezembro de 2015, o vocalista Flávio Basso morreu aos 47 anos. No ano seguinte, Nei Van Soria, Frank Jorge, Alexandre Barea e Humberto Petinelli reuniram-se para a gravação da canção "Balada para Flávio".

## Integrantes

#### Formação original
- Flávio Basso: vocal, guitarra (1986–1991, 2007; morto em 2015)
- Nei Van Soria: vocal, guitarra (1986–1991, 2007)
- Frank Jorge: baixo (1986–1989, 2007)
- Alexandre Barea: bateria (1986–1991, 2007)

#### Outros membros
- Luciano Albo: baixo (1989–1991)
- Humberto Petinelli: teclados (1989–1991)

## Discografia
Fontes:
| Álbuns de estúdio - Rock'a'ula (1989) Extended plays - Os Cascavelletes (1988) Demos - Vórtex Demo (1987) | Singles - "Nega Bombom" (1989) - "Eu Quis Comer Você" (1989) - "Homossexual / Sob um Céu de Blues" (1991) Videoclipes - "Lobo da Estepe" (1987) | Bootlegs - Ao Vivo no Ocidente (1988) - Ensaio Geral Ao Vivo - Rock'a'ula (1989) - Ao Vivo em Santo Ângelo (1989) - Como um Beija-Flor (1991) - Ao Vivo em Viamão (1991) |